# Lissochlora ella
Lissochlora ella là một loài bướm đêm trong họ Geometridae.